# Udanoceratops
Udanoceratops (Rosto chifrudo de Udan Sayr) é um gênero de Ceratopsiano leptoceratopsídeo que viveu na atual Mongolia no Final do Cretáceo, 85,8~70,6 Ma. Tinha uma construção pesada em relação a outros leptoceratopsídeos, atingindo 4,5 metros de comprimento (14,8 pés) e o peso de um urso-pardo. Contudo, ainda há a possibilidade dele ter sido bípede.